# Andrzej Przemysław Ziółkowski
Andrzej Przemysław Ziółkowski – polski inżynier, doktor habilitowany nauk inżynieryjno-technicznych.

## Życiorys
W 2002 r. ukończył studia fizyki technicznej w Politechnice Szczecińskiej, w 2008 r. obronił pracę doktorską, w 2023 r. habilitował się. Został zatrudniony w Zachodniopomorskim Uniwersytecie Technologicznym w Szczecinie, oraz należy do Rady Dyscypliny Naukowej - Automatyki, Elektroniki i Elektrotechniki ZUT.